# فومیتو ایوای
فومیتو ایوای (انگلیسی: Fumito Iwai؛ زادهٔ ۲۴ دسامبر ۱۹۹۰) خواننده، ترانه‌پرداز، گیتارنواز اهل ژاپن است. وی از سال ۲۰۰۹ میلادی تاکنون مشغول فعالیت بوده‌است.